# Rexburg
Rexburg è una città statunitense, sita nello stato dell'Idaho; è il capoluogo della contea di Madison.

## Amministrazione

### Gemellaggi
- Rudolstadt